# 한스위르겐 보임러
한스위르겐 보임러(독일어: Hans-Jürgen Bäumler, 1942년 1월 28일 ~ )는 독일의 피겨스케이팅 선수, 배우이다.

## 생애
한스위르겐 보임러는 파트너 마리카 킬리우스와 함께 페어 스케이팅에서 활동했으며, 에리히 첼러의 지도를 받았다. 1958년과 1964년 사이에 그들은 세계 선수권 대회 페어 부문에서 2번 우승했다. 1960년 동계 올림픽과 1964년 동계 올림픽에서 은메달을 획득했다. 
1964년에 프로로 전향했다.